# Mogi Guaçu
Mogi Guaçu – miasto i gmina w Brazylii, w stanie São Paulo. Znajduje się w mezoregionie Campinas i mikroregionie Mogi Mirim.